# Karl Ludwig Nessler
Karl Ludwig Nessler (auch Charles Nessler, * 2. Mai 1872 in Todtnau, Baden; † 22. Januar 1951 in Harrington Park, New Jersey) war ein deutscher Friseur und der Erfinder der Dauerwelle.

## Leben und Werk
Karl Nessler war der Sohn des Schuhmachers Bartholomäus Nessler und dessen Ehefrau Rosina (geb. Laitner) aus dem Schwarzwaldstädtchen Todtnau unterhalb des Feldbergs.
Die Idee für die Dauerwelle kam ihm angeblich bereits in seiner Jugend. Berichtet wird, dass er als Kind hin und wieder als Schafhirte arbeitete und ihm dabei auffiel, dass Schafhaare im Gegensatz zum menschlichen Haar dauerhaft gelockt waren. Zunächst begann er eine Lehre im nahegelegenen Fahrnau beim Dorfbarbier Busam, die er jedoch nach einigen Monaten abbrach. Er erweiterte seine Erfahrungen durch Aufenthalte in Basel, Mailand und Genf, wobei er Italienisch und Französisch lernte.
In Genf fand er eine Anstellung bei einem vornehmen Coiffeur und setzte seine Ausbildung fort. Sich an die französischsprachige Umgebung anpassend, nannte er sich nun und für den Rest seines Lebens Charles Nessler, teilweise auch Charles Nestle.
Ein paar Jahre später zog es ihn nach Paris. Dort lernte er Katharina Laible kennen, die aus der Ulmer Gegend kam und die sich bereitfand, die erste Dauerwelle von Nessler an sich versuchen zu lassen.
Dazu teilte Nessler drei Strähnen ihres Haares ab, band jede von ihnen dicht an der Kopfhaut ab, benetzte sie mit einem geheimnisvollen Gemenge und wickelte die Haare schraubenförmig auf Metallstäbe. Mit einer selbstkonstruierten, elektrisch beheizten Zange, ähnlich den Waffeleisen, erhitzte er die hornförmig abstehenden Gebilde. Nessler musste die Zange ständig halten und brachte seinem Opfer Brandblasen bei. Die Wellung gelang zunächst nicht, erst beim dritten Versuch, wobei Nessler die Lockenwickler lange auswusch. Die Wellung blieb und wurde „Dauerwelle“ genannt.

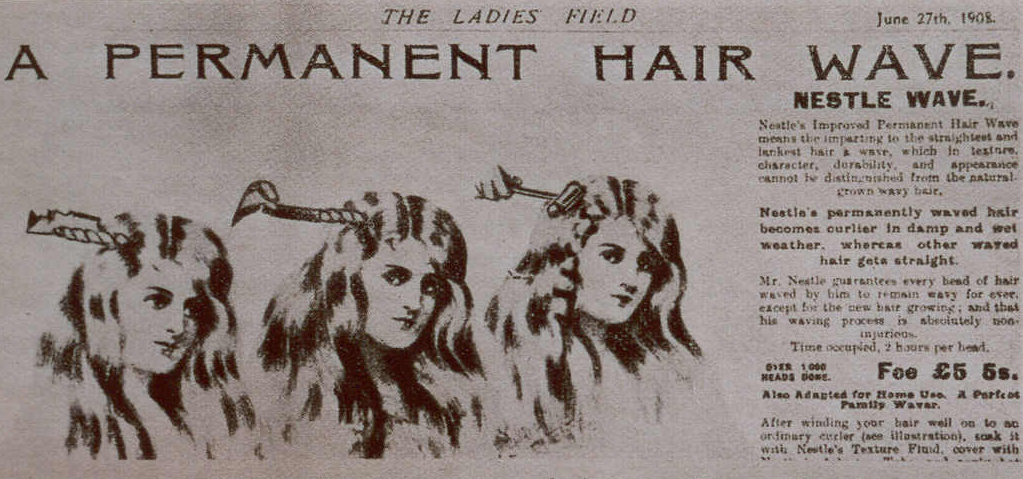
Werbeanzeige in einer britischen Zeitung

Nessler zog nach London, heiratete Katharina Laible in ihrem Heimatort Langenau in Württemberg und nahm sie mit nach England. 1902 erhielt er sein erstes Patent auf die Herstellung künstlicher Augenbrauen und -wimpern. Seinen Dauerwellen-Apparat wandte er im eigenen Salon in der exklusiven Oxford Street weiterhin an.
In der Londoner Damenwelt verbreitete sich die Kunde von Nesslers Erfindung rasch und sein Salon fand regen Zulauf. 1906 hielt Nessler sein Dauerwell-Verfahren für so weit ausgereift, dass er es der exklusiven Kollegenschaft Londons vorführen konnte. Er lud die „Leading Hairdressers“ für den 8. Oktober des Jahres zu einer Demonstration ein. Die Vorführung wurde aber zu einem Misserfolg. Der Grund dafür war wohl weniger ein Unwille der Fachwelt, die Methode als neu zu erkennen, als vielmehr deren Angst vor dem Verlust der Dauerkundschaft.
Nessler ließ sich aber nicht von seiner Idee abbringen und verstärkte die Werbung für seine Erfindung, den Hair Curler. Im Februar 1910 wurde ihm das am 6. Februar 1909 beantragte britische Patent 20.597 für seine elektrische Apparatur, die permanent wave machine, erteilt.

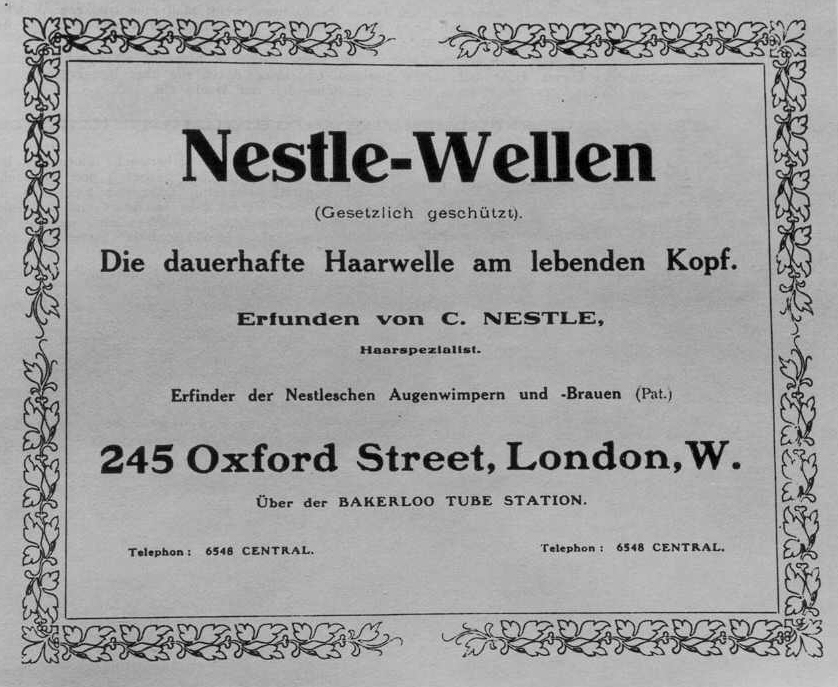
Anzeige für Nesslers Laden in London

Allmählich verbreitete sich der Ruf seiner Dauerwelle. 1913 ließ er wesentliche Verbesserungen an seinem Apparat patentieren. Er arbeitete stetig weiter an der Verbesserung seiner Techniken, die zu einem neuen, 1914 beantragten und 1915 erteilten Patent führten. Bei Ausbruch des Ersten Weltkriegs wurde er als feindlicher Ausländer von den britischen Behörden interniert, sein Vermögen eingezogen. Es gelang ihm jedoch schon 1915, sich in die USA, nach New York abzusetzen.
In den USA waren zu dieser Zeit jedoch bereits Hunderte von Schwarzkopien seines Apparates in Umlauf. Doch Nessler machte sich unverzüglich an einen Neuanfang und meldete bereits im April 1918 als US-Bürger seinen verbesserten Apparat auch in den USA zum Patent an, Patenthalter war die von ihm gegründete Nestle Patent Holding Co. Inc. Das Konzept ging auf, er belegte bald die Häuserfront Nr. 8 bis 14 der East 49th Street mit seinen Läden. Er entwickelte ein Heimgerät, das nur 15 Dollar kostete. Er arbeitete weiterhin an der Verbesserung des Verfahrens, von 1919 bis 1939 meldete er vier weitere Patente in den USA an. 1927 beschäftigte er in New York, Chicago, Detroit, Palm Beach und Philadelphia bereits 500 Mitarbeiter, sein Firmenimperium war Millionen wert, die jährlichen Ausgaben für Werbung beliefen sich auf etwa 300.000 US-Dollar. Nessler vergaß jedoch seine Herkunft aus einfachsten Verhältnissen nicht. In der Inflationszeit nach dem Ersten Weltkrieg unterstützte er die bedürftigen Einwohner von Todtnau durch großzügige Spenden.
1928 verkaufte er seine Friseurgeschäfte, die Produktionsanlagen und die Vertriebsorganisation an die Nestlé-Le Mur Company, den Erlös legte er hauptsächlich in Aktien an. Dadurch verlor er 1929 am Schwarzen Donnerstag einen großen Teil seines Vermögens. 1935 starb seine Frau Katharina. Während sich Nessler in den folgenden Jahren mit Methoden der Hautregeneration (Minderung der Faltenbildung, Anregung des Haarwachstums) beschäftigte, wurde seine Dauerwellen-Technik schrittweise durch neuere Entwicklungen verdrängt. Am 22. Januar 1951 starb Karl Nessler in Harrington Park (New Jersey, USA).

## Ehrungen

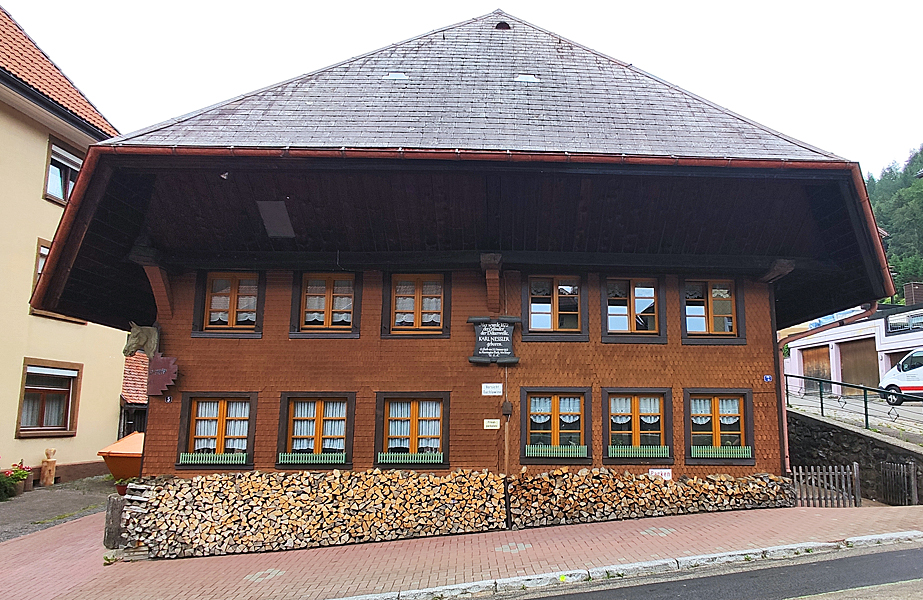
Geburtshaus von Karl Nessler in Todtnau

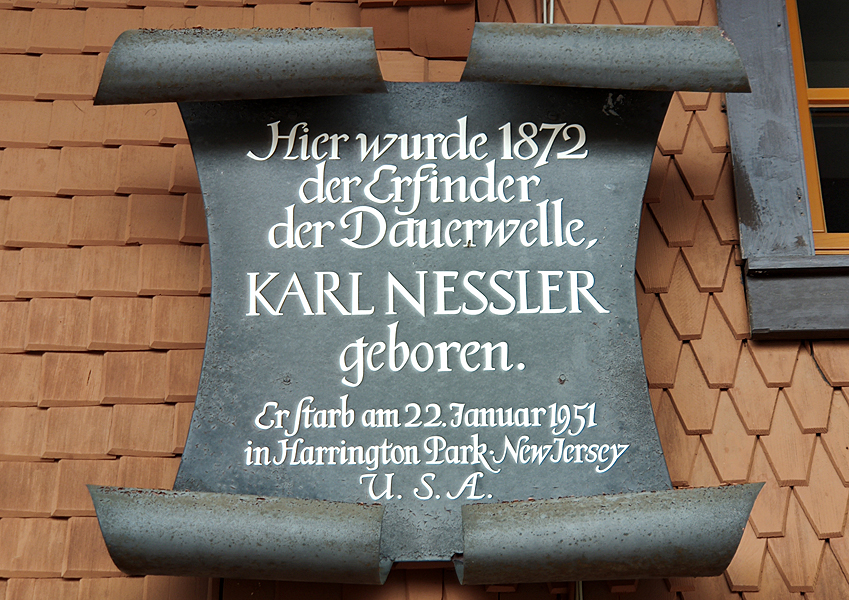
Gedenktafel am Geburtshaus

1996 wurde erstmals in der Geburtsstadt von Karl Ludwig Nessler der Nessler-Preis vergeben. Die Preisvergabe markierte den 90. Jahrestag der Erfindung der Dauerwelle. Der Preis wurde gestiftet vom Nessler-Komitee und ist mit 2500 Euro der höchstdotierte Handwerkspreis Deutschlands. Er wird an eine besonders verdiente und engagierte Persönlichkeit des Friseurhandwerks vergeben. Bisherige Preisträger sind 1996 Alfred Preußner (Gevelsberg), 1999 Erwin Schmidt (Bretten), 2002 Manfred Schmock (Darmstadt), 2006 Siegfried Helias (Berlin), 2011 Franz Josef Küveler (Mending/Eifel) und 2016 Günter Amann (Wehr/Baden), Ehrenpräsident des CAT - Friseurverband der Künste & Techniken e.V.
Seit Oktober 2006 (zum 100. Jahrestag der Erfindung der Dauerwelle) gibt es in Todtnau ein Nessler-Museum, das als Friseursalon im Jugendstil eingerichtet ist.

## Schriften
- Charles Nessler: Lehrbuch für Dauerwellen am Haare des Menschen. Berlin: R. Bredow, 1922.
- Charles Nessler: The Story of Hair: Its Purposes and Its Preservation. New York: Boni & Liveright, 1928.
- Charles Nessler: Our Vanishing Hair: A Dissertation on Human Hair Production with Special Reference to Premature Baldness. New York: Alwyn-Schmidt, um 1934.